# Sobínský hřbitov
Sobínský hřbitov se nachází v Praze 5 v Sobíně, v městské části Praha-Zličín, v ulici Hostivická 45a, v severozápadní části obce.

## Historie
Samostatný hřbitov pro Sobín vznikl ve 30. letech 20. století, protože hostivický hřbitov, kde byli pohřbíváni obyvatelé Sobína, již přestal stačit. Zároveň vznikl také společný hřbitov pro Litovice a Jeneček. Hřbitov má plochu přibližně 0,25 ha, v severozápadní části u zdi stojí hřbitovní kaple.